# Église Saint-Pierre de Prat
Pour les articles homonymes, voir Église Saint-Pierre.
L'église Saint-Pierre est un lieu de culte catholique situé dans la commune de Prat, dans le département français des Côtes-d'Armor.

## Présentation
L'église a été construite au XVIIe siècle.
Le clocher de l'édifice fait l’objet d’une inscription au titre des monuments historiques depuis le 17 décembre 1926.

## Galerie de photos

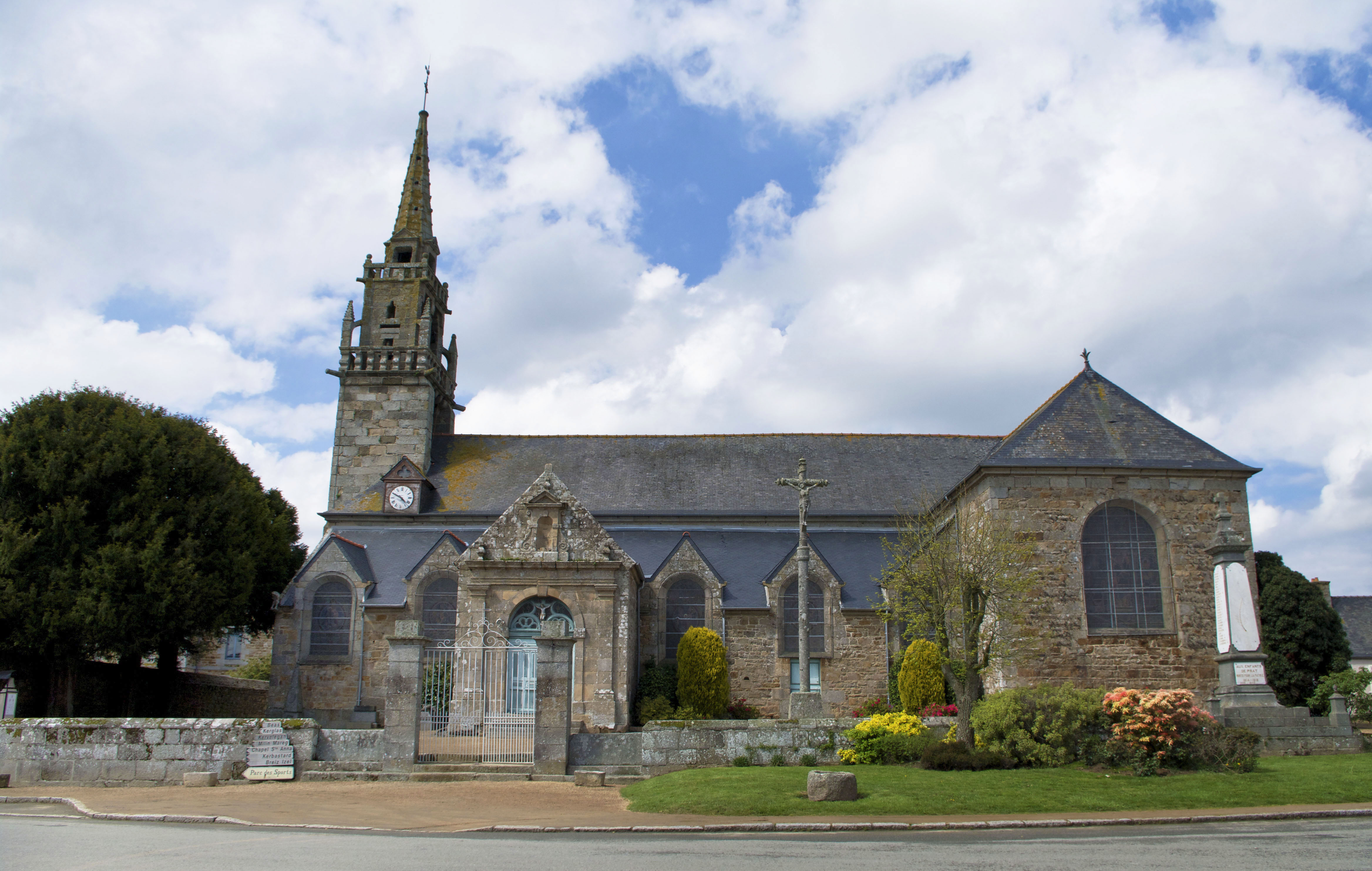
Façade
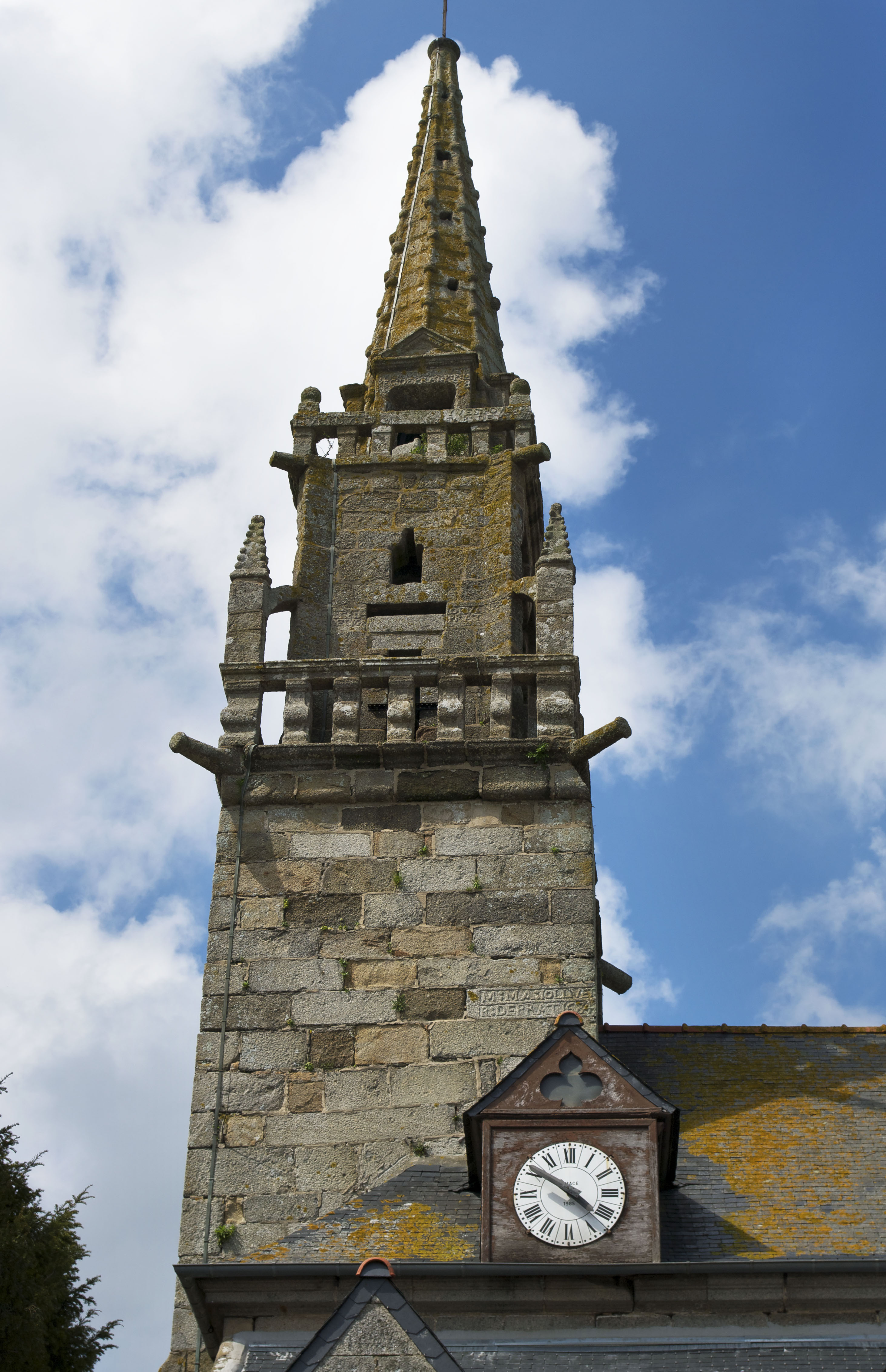
Le clocher
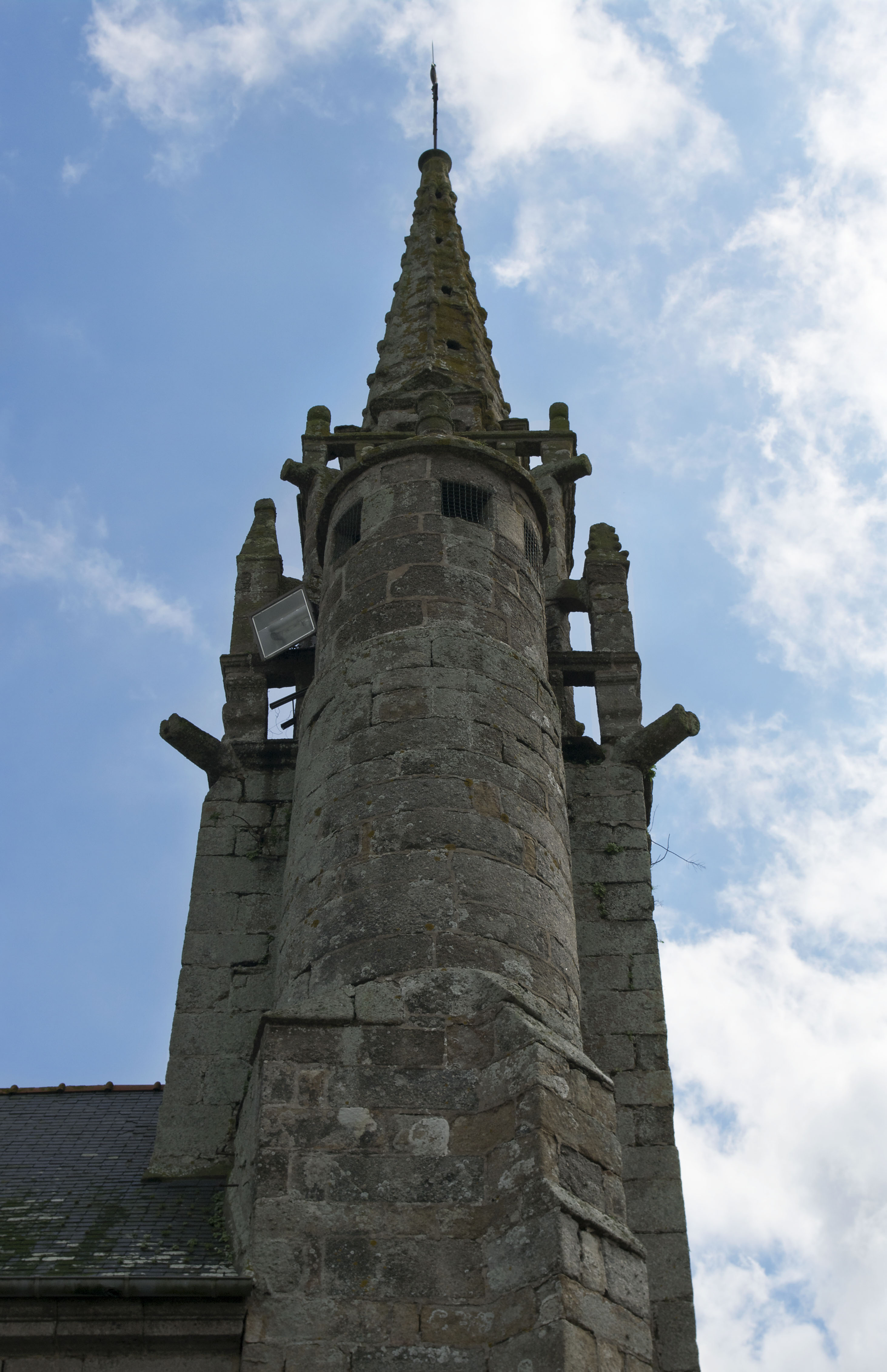
Le clocher
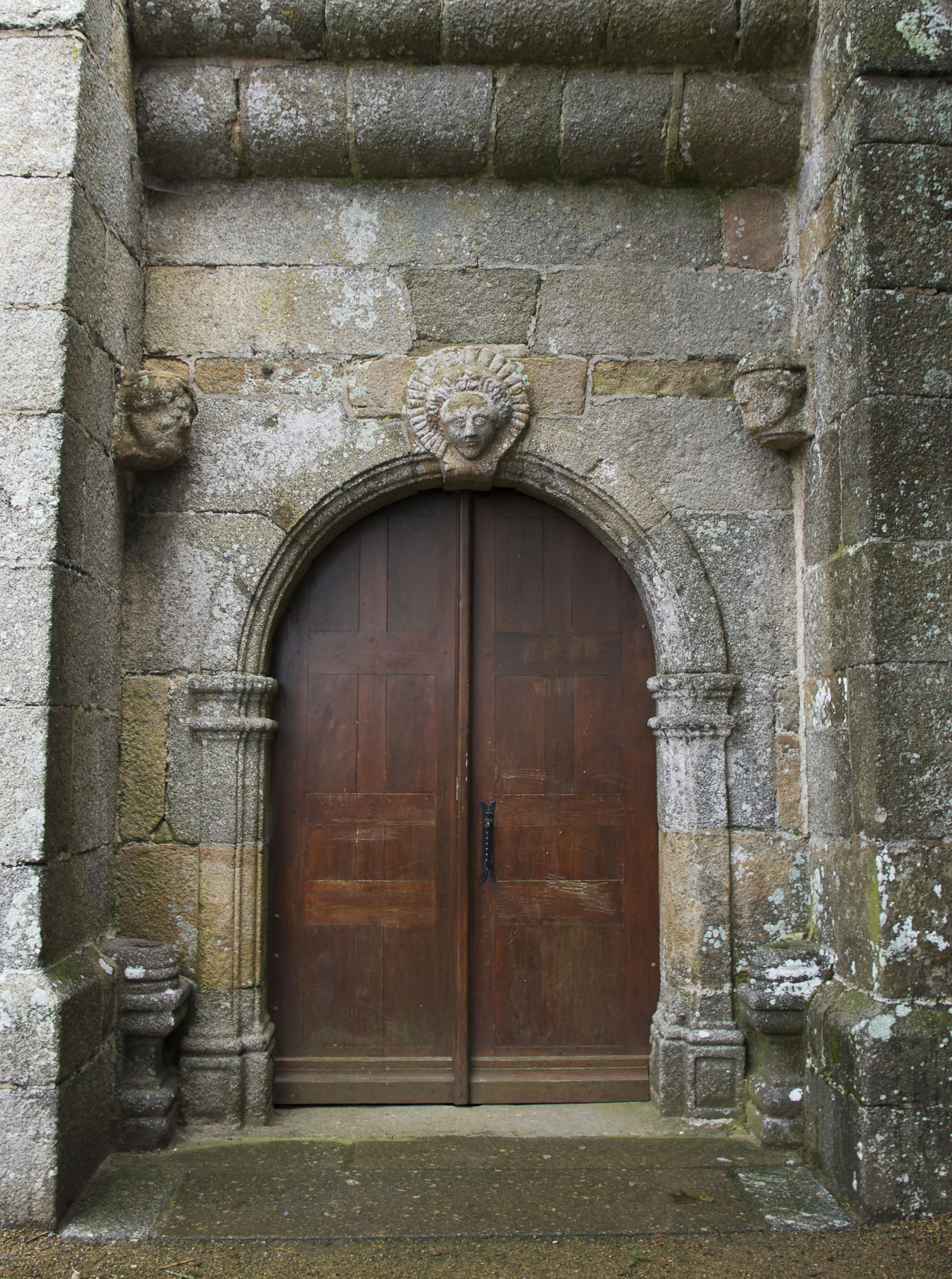
la porte d'entrée
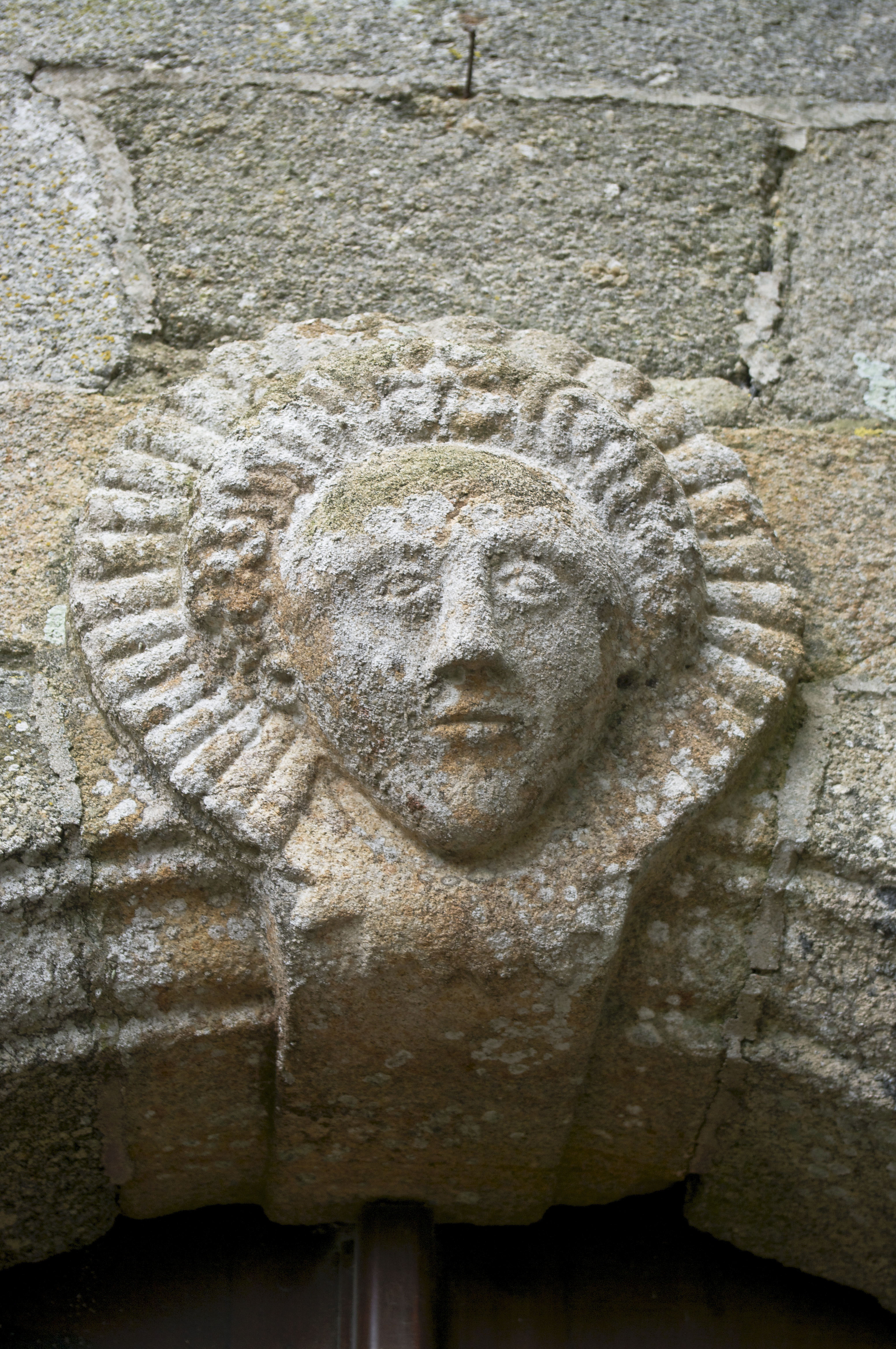
Sculpture présente au-dessus de la porte d'entrée